# جبال تورنغات
جبال تورنغات هي سلسلة جبال تقع في شبه جزيرة لابرادور في الجهة الشمالية من نيوفاوندلاند ولابرادور وشرق كيبيك. كما أنها جزء من القطب الشمالي في كورديليرا.[بحاجة لمصدر] حيث تشكل هذه الجبال شبه جزيرة تفصل بين خليج أونغافا عن المحيط الأطلسي.

## المدى
جبال تورنغات لها نطاق جغرافي كبير واسع.تقع حوالي 56 ٪ من النطاق في كيبيك، و44 ٪ في لابرادور، والباقي، أقل من1 ٪ تقع في جزيرة كيلينيك في نونافوت. ما لا يقل عن2 ٪ من سلسلة الجبال تحت الماء، ومسحها الأرضي رديء. تغطي جبال 30، 067 كليو متر مكعب (11، 609) ميل مكعب، بما في ذلك مناطق الأراضي المنخفضة وتمتد لأكثر من 300كليو (186)ميل من كيب شيدلي في الشمال إلى مضيق الخليل في الجنوب. جبال تورنغات لديها أعلى قمم في الجهة الشرقية من قارة كندا.

## التضاريس
أعلى نقطة هي جبلكوبفيك (المعروف أيضًا باسم مونت دلبيرفل) عند1652متر (5420قدم) حيث لا توجد أشجار في جبال تورنغات. لأن الجبال تقع في مناخ التندرا القطبية الشمالية وبالتالي فهي فوق خط الشجرة.
التربة الصقيعية هي مستمره على جانب كيبيك من الحدود، وهي واسعة ولكنها غير متقطعة على الجانب الشرقي من المحيط الأطلسي. تضاريس الأرض أكثر من300متر (984قدم) فوق مستوى سطح البحر وهي في الغالب صحراء صخرية.
| مرتبة | اسم                    | م     | قدم   |
| ----- | ---------------------- | ----- | ----- |
| 1     | جبل كوبفيك             | 1652  | 5420  |
| 2     | جبل تورنجارسواك        | 1595  | 5232  |
| 3     | جبل سيرك               | 1568  | 5144  |
| 4     | الذروة 5100 (24I / 16) | 1554+ | 5100+ |
| 5     | الذروة 5074            | 1547  | 5074  |
| 6     | جبل ارهارت             | 1539  | 5049  |
| 7     | جينس هافن              | 1531  | 5023  |
| 8     | الذروة 5000 (24P / 01) | 1524+ | 5000+ |
| 9     | الذروة 5000 (24I / 16) | 1524+ | 5000+ |
| 10    | جبل إنيويت             | 1509  | 4951  |

## جيولوجيا
يعتبر جنيس ما قبل العصر الكمبري الذي يتألف من جبال تورنغات من بين الأقدم على وجه الأرض ويعود تاريخها إلى ما يقارب من 3.6 إلى 3.9 مليار سنة  يتعرف الجيولوجيون على جنيس من تورنقتز كجزء من الدرع الكندي أو المرتفات لورنتي، الذي يتألف من أمريكا الشمالية كراتون القديمة جدًا، انقسمت من قارة رودينيا قبل 750 مليون عام تقريبًا لتشكيل النواة الجيولوجية لأمريكا الشمالية.
ومع ذلك، فقد تم بناء جبال تورنقتز في الآونة الأخيرة، وهو من خصائص الطي والصدع الذي يحدد سلسلة الأحداث الجيولوجية المعروفة باسم القطب الشمالي كورديليرا. هذا، وفقًا للبعض، يجعل تورنقتز، كجبال، «متميزة مقارنة بالدرع الكندي ما قبل الكمبري»، على الرغم من أنها تتكون في النهاية من صخور الدرع.  يمكن رؤية الدليل على هذا الطي المثير للكورديليران والخطأ الذي يميز جبال تورنغات بشكل واضح في الصخور حيث اصطدم كراتون أمريكا الشمالية منذ فترة طويلة مع نين كراتون، الذي تم الكشف عنه لاحقًا في المقطع العرضي بالجليد الجليدي، خاصة في مضيق ساجليك.

## التجلد
يتم فصل سلاسل جبال تورنغات عن طريق المضايق العميقة وبحيرات الأصابع محاطة بجدران صخرية شفافة. تم إنتاج المضايق بالجليد. غطت صفيحة لورينتيد جليدية معظم الجبال مرة واحدة على الأقل، ولكن خلال العصر الجليدي الأخير كانت التغطية محدودة أكثر.

## النباتات والحيوانات
تتنقل كاريبو عبر جبال تورنقت، وتتجول الدببة القطبية على طول الساحل. تم العثور على العديد من الأنواع النباتية الشائعة في منطقة القطب الشمالي في كندا أيضًا في جبال تورنغات.

## التاريخ والثقافة الشعبية
اسم مشتق تورنغات من لغة إنكتيتوتية كلمة تعني أنها مكان الأرواح، تفسر أحيانا بأنها مكان الأرواح الشريرة.
تم الإعلان عن محمية محمية جبال تورنغات في 1 ديسمبر 2005. ويهدف إلى حماية الحياة البرية (الوعل والدببة القطبية والصقور الشاهقة والنسر الذهبي وغيرها)، مع تقديم أنشطة ترفيهية موجهة نحو البرية.
في الرحلة الجيولوجية من سلسلةCBC توجد جبال تورنغات من الجدير بالذكر، تم اكتشاف خط فحم يبلغ عمره مليار عام (يعتمد على الطحالب، وليس مستنقعات الخث) في جبال تورنقت على ساحل نيوفاوندلاند كجزء من تصوير المسلسل.
نشرت مجلة البلد الأسود قصة رئيسية كتبها درو بوج في عام 2009 حول التزلج الحاد في جبال تورنقت، ولا سيما السلالات الأولى في نشواك وصاجلك المضايق، وكذلك على كتلة كوبفيك

## روابط خارجية
- Torngat Mountains
- Great photos of the mountain range نسخة محفوظة 13 مارس 2016 على موقع واي باك مشين.
- Statistics Canada Principal heights by range or region
- Tales from the Torngats, August 2004
- Alexander Forbes Collection: Aerial photo survey of Labrador from 1931, 1932, and 1935 expeditions - University of Wisconsin-Milwaukee Libraries Digital Collections
- Torngat Mountains: Canada's newest national park